# 9117 Aude
9117 Aude este o planetă minoră (asteroid), cu un diametru de 6,526 km, din centura de asteroizi. A fost descoperită pe 27 martie 1997 la Martigues de Stéphane Morata⁠(d). 
Obiectul prezintă o orbită caracterizată de o semiaxă mare de 2,4220721 UAi, o excentricitate de 0,16, o înclinație de 10,18787 ° în raport cu ecliptica.